# Syzygospora alba
Syzygospora alba är en lavart som beskrevs av G.W. Martin 1937. Syzygospora alba ingår i släktet Syzygospora och familjen Carcinomycetaceae.   Inga underarter finns listade i Catalogue of Life.